# 쥘 시몽
쥘프랑수아시몽 쉬스(Jules-François-Simon Suisse), 통칭 쥘 시몽(Jules Simon)은 프랑스의 철학자이자 정치인으로, 1814년 12월 27일 로리앙 (모르비앙)에서 태어나 1896년 6월 8일 파리 8구에서 사망했다. 쥘 시몽은 생전 여러 지식인들로부터 찬사받았으며, 마르크 앙주노에 따르면 19세기 말 "부르주아와 프티부르주아 계층"에 있어 진정한 "사상의 스승"이었다.

## 생애

### 어린 시절과 형성기
쥘프랑수아시몽 쉬스는 알렉상드르시몽 쉬스(Alexandre-Simon Suisse)의 아들로 태어났다. 아버지 알렉상드르시몽 쉬스(1768-1843)는 로렌 루드르팽에 기원을 둔 양모상인으로, 처음에는 로리앙에 자리를 잡았다가 이후 생장브레벨레에서(1818년), 마지막으로 위젤에서 살았다. 개신교도였던 그는 브르타뉴 출신 천주교도, 마르그리트 뱅상트 퐁텐(Marguerite Vincente Fontaine, 1775-1845)과 재혼하면서 개종했다. 바로 그녀가 쥘 시몽의 어머니이다.
쥘 시몽은 로리앙 중학교와 반 중학교(현재 쥘시몽 중학교)에서 좋은 교육을 받고 나서, 렌 고등학교에서 복습교사(répétiteur)가 되었다. 그는 일찍부터 <르뷔 드 브르타뉴>의 편집일을 시작했다. 1833년 고등사범학교에 들어갔고, 캉에서(1836년), 이후 베르사유에서(1837년) 철학 교사가 되었다. 아그레가시옹에 합격하고 이후 철학 박사가 된 쥘 시몽은 빅토르 쿠쟁의 소르본 자리를 대신했고, 거기서 그리스 철학, 특히 플라톤과 아리스토텔레스에 대해 강의했는데 매우 인기있었다.

### 공화주의자로서의 데뷔
쥘 시몽은 <르뷔 데 되 몽드>를 편집했고, 친구 아메데 자크와 함께 <리베르테 드 팡세>를 창간했다(1847년). 그는 정치에 뜻을 품어 라니옹 의원으로 출마하여 매우 활발히 선거 운동을 했으나, 1847년 총선에서 극우파와 극좌파 연합에게 패했다. 쥘 시몽은 1848년 4월 23일 눈부신 복수를 이룬다. 코트뒤노르 데파르트망은 쥘 시몽을 제헌의회로 보냈으며, 거기서 그는 중도파로 의석을 차지했다.
1848년 제헌의회의 공화파 하원의원으로서, 쥘 시몽은 대학 문제와 교육의 자유에 관한 연구를 출간했다.

### 제2제국의 반대자

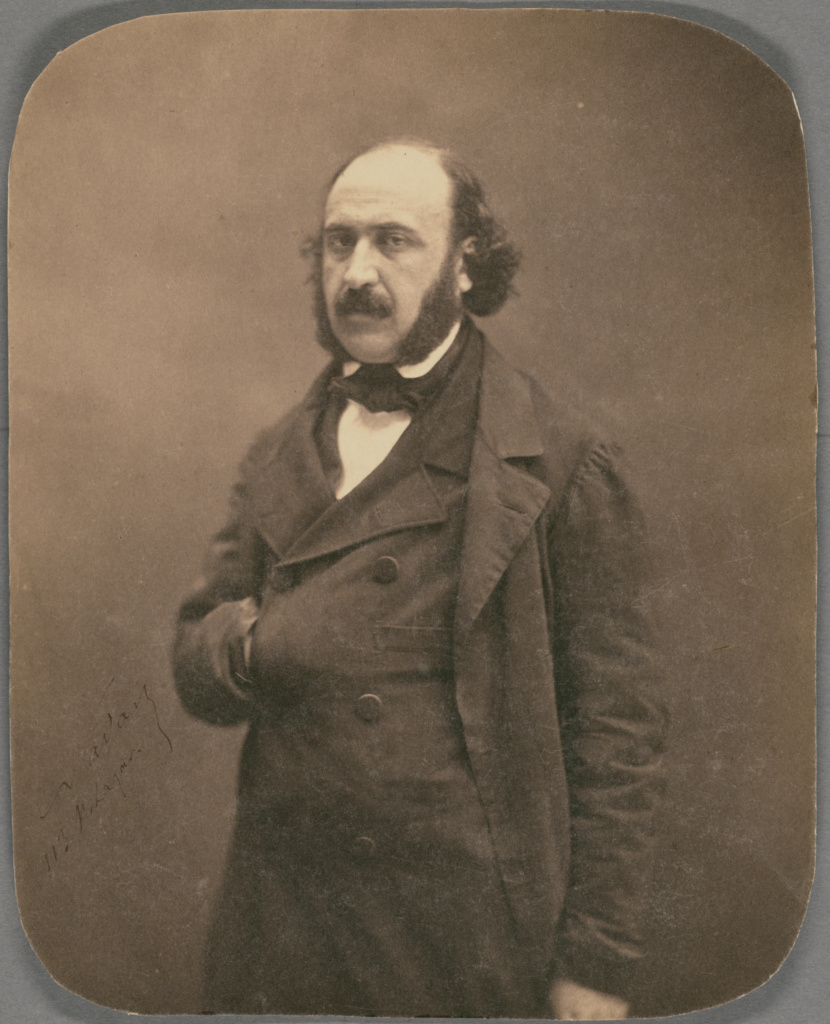
나다르가 촬영한 쥘 시몽. 1855년-1859년 경.

## 주석과 각주
1. ↑  “État civil de la commune de Lorient, naissances de 1813 à 1817, page 175 / 509”.
2. ↑  Marc Angenot (1989), 《1889. Un état du discours social》, Longueuil: Le Préambule, 124-125쪽
3. ↑  Base Léonore.